# Laqraqra
Laqraqra (franska: Laqraqra (CR), Laqraqra (Commune Rurale), arabiska: دار الشافعي) är en kommun i Marocko.   Den ligger i provinsen Settat och regionen Casablanca-Settat, i den norra delen av landet, 180 km söder om huvudstaden Rabat. Antalet invånare är 10 262.